# Государственный комитет по имуществу Республики Беларусь
Государственный комитет по имуществу Республики Беларусь (бел. Дзяржаўны камітэт па маёмасці Рэспублікі Беларусь) — государственный орган исполнительной власти Беларуси, который занимается проведением единой государственной политики в области земельных отношений, геодезии, картографии, государственной регистрации недвижимого имущества, прав на него и сделок с ним, по вопросам имущественных отношений (включая управление, распоряжение, приватизацию, оценку и учёт имущества, находящегося в собственности Республики Беларусь), а также ведением соответствующих кадастров, регистров и реестров.

## История
Создан в соответствии с Указом Президента Республики Беларусь от 5 мая 2006 г. № 289 «О структуре Правительства Республики Беларусь» путём присоединения Фонда государственного имущества Министерства экономики к Комитету по земельным ресурсам, геодезии и картографии при Совете Министров Республики Беларусь.

## Руководство
- Председатель — Матусевич Дмитрий Феофанович.
- Первый заместитель Председателя — Бровкин Пётр Николаевич.
- Заместитель Председателя — Бобер Николай Павлович.
- Заместитель Председателя — Лукьянова Екатерина Святославовна.

## Подчиненные организации
РУП  «Проектный институт Белгипрозем»
Топографо-геодезическое республиканское унитарное предприятие «Белгеодезия»
РУП «Белкартография»
Научно-производственное государственное республиканское унитарное предприятие «Национальное кадастровое агентство»
РУП «Брестское агентство по государственной регистрации и земельному кадастру»
РУП «Витебское агентство по государственной регистрации и земельному кадастру»
РУП «Гомельское агентство по государственной регистрации и земельному кадастру»
РУП «Гродненское агентство по государственной регистрации и земельному кадастру»
РУП «Минское городское агентство по государственной регистрации и земельному кадастру»
РУП «Минское областное агентство по государственной регистрации и земельному кадастру»
РУП «Минское областное агентство по государственной регистрации и земельному кадастру»
РУП «Институт недвижимости и оценки»
ГУО «Центр подготовки, повышения квалификации и переподготовки кадров системы Госкомимущества»

## Территориальные фонды государственного имущества
- Минскгоримущество
- Брестоблимущество
- Витебскоблимущество
- Гомельоблимущество
- Гроднооблимущество
- Могилевоблимущество (недоступная ссылка)
- Минскоблгосимущество

## Председатели
- Кузнецов Георгий Иванович (до 2014).
- Гаев Андрей Анатольевич (с 27 декабря 2014 до 2020).
- Матусевич Дмитрий Феофанович (с 2020).